# Родриго Дутерте
Родриго Роа Дутерте (на тагалог: Rodrigo Roa Duterte), с прозвище Дигонг, е филипински юрист и политик, президент на страната през 2016 – 2022 г. Той е първият филипинец от района на Минданао, който заема тази длъжност. Към дата на встъпването си в длъжност, той е най-старият президент на Филипините, на възраст 71 години. Преди това служи като кмет на град Давао общо 22 години.
Често определян като популист и националист, Дутерте се радва на политически успех чрез гласната си подкрепа за убийствата без съдебен процес на наркопласьор и други престъпници. Самият той многократно признава, че лично е убивал престъпници, когато е бил кмет на Давао. Той се обявява за „независима външна политика“, дистанциране на страната от САЩ и Европа и търсене на по-близки отношения с Китай и Русия.

## Ранни години
Родриго Дутерте е роден на 28 март 1945 г. в град Маасин на остров Лейте, провинция Южно Лейте, в семейството на Висенте Дутерте и Соледад Роа. Родителите му принадлежат към народа себуано, а дядо му по майчина линия е китайски мигрант от Фудзиен.
Семейство Дутерте се премества в регион Давао през 1951 г. Висенте води частна юридическа практика, а Соледад работи като учителка. През 1952 г. Висенте започва да навлиза в политическия живот, а жена му напуска работа, за да може да помага на съпруга си в начинанията му. През 1956 г. Родриго завършва началното си училище в Давао. След това два пъти го гонят от училище за лошо поведение и втората степен на образованието си завършва в Дигос.
През 1968 г. Дутерте получава бакалавърска степен по изкуства в лицея на Филипинския университет в Манила. През 1972 г. завършва юридически колеж и получава юридическо образование. Същата година взема изпит, даващ му право да се занимава с адвокатска практика. Дутерте признава, че докато е бил студент, е прострелял съученик, който е тормозил него и други студенти за това, че е родом от Висаяс. По-късно добавя, че студентът е оцелял и отказва да коментира повече въпроса. В края на краищата той постъпва на длъжност като юридически съветник в прокуратурата на град Давао през 1977 г., а след това става последователно четвърти (1979 – 1981), трети (1981 – 1983) и накрая втори (1983 – 1986) заместник-прокурор за града.

## Давао
След Жълтата революция от 1986 г., Дутерте е назначен за заместник-кмет на Давао. През 1988 г. той предлага кандидатурата си за кмет на града и печели на изборите. Дутерте е кмет на Давао до 1998 г. Той безпрецедентно назначава за заместник-кметове на града хора, представящи в администрацията на града народите манобо и моро, което по-късно е заимствано и в останалите части на държавата. Към 1998 г. той вече не може да се кандидатира за кмет, поради ограничение на количеството мандати, и затова поставя кандидатурата си в Палатата на представителите, ставайки конгресмен от 1-ви окръг на град Давао. През 2001 г. Дутерте отново се кандидатира за кмет на Давао и е избран за четвърти мандат. След това бива преизбран и през 2004, и 2007 г.
Независимо от твърдата си позиция по проблема с наркозависимостта и наркодилърите, Дутерте дава 12 милиона песо от средствата на града за строителство на център за рехабилитация на наркозависими. През 2003 г. той заявява, че се предоставя месечна помощ от 2 хил. песо на всеки наркоман, който дойде при него и обещае да спре наркотиците. През 2013 г. Давао изпраща спасители и медицински лица в Таклобан, които да помагат на жертвите от тайфуна Хайян.
През септември 2015 г. турист отказва да загаси цигарата си в бар, като така нарушава законът против пушене в Давао, след което собственикът на бара се обажда на кмета. Дутерте лично пристига в бара и принуждава туриста да глътне цигарения си фас. За това Дутерте понася критики, особено от страна на филипинската Комисия по правата на човека.
През 2010 г. Дутерте е избран за заместник-кмет, като на кметския пост поставя дъщеря си, Сара Дутерте-Карпио. Президентите Фидел Валдес Рамос, Джозеф Естрада, Глория Макапагал-Оройо и Бениньо Акино III предлагат на Дутерте да заеме длъжност като секретар на вътрешното и местното самоуправление, но той всеки път отказва. През април 2014 г. той също се отказва от номинацията си за Най-добър кмет на света, която се присъжда от международна комисия от изтъкнати кметове, заявявайки, че просто изпълнява служебните си задължения. Освен това, Дутерте се отказва и от наградата на Американското онкологично общество и от антитютюнева награда.
Дутерте, наричан „Наказателят“ от списание Time, неведнъж търпи критики от правозащитните организации, включително Амнести интернешънъл, за това, че поддържа убийствата на престъпници без съдебен процес, за които се подозира, че се извършват от „отряди на смъртта“ в Даваи. През април 2009 г. в доклад от 11-ата сесия на Общото събрание на ООН се споменава: „Кметът на Давао не е направил нищо, за да предотврати тези убийства, а публичните му коментари загатват, че той го подкрепя.“. Според доклад на организацията Хюман Райтс Уоч, през 2001 – 2002 г. Дутерте назовава по радиото и в телевизионен ефир имената на ред престъпници, някои от които по-късно са убити. През юли 2005 г. на срещата на високо равнище, посветена на борбата с престъпността, Дутерте казва: „Бързата екзекуция на престъпниците си остава най-ефективният способ за борба с отвличанията и търговията с наркотици.“.
През 2015 г. Дутерте потвърждава наличието на връзка между него и убийствата на престъпници без съд в Давао, а също така заявява, че ако стане президент, ще екзекутира до 100 хиляди престъпника.

## Президентски избори
В началото на 2015 г. Дутерте намеква в медиите, че има намерения да участва в президентските избори през 2016 г., обещавайки, че в случай на победа, ще преобразува Филипините във федеративна република с парламентарно управление. Също така, обещава, че ще убие десетки хиляди престъпници и ще изкорени престъпността за шест месеца. Въпреки че през февруари 2014 г. заявява, че няма нужната квалификация да заема по-висока длъжност, през 2015 г. на форума на поддръжниците за федерализация на страната в Багио Дутерте казва, че ще се включи в президентската надпревара, тъй като „републиката трябва да се спаси“. Няколко дни след това заявление, той отново се присъединява към Филипинската демократична партия, отбелязвайки, че на практика никога не я е напускал, а само е предал мандата по време на регионалните избори в Давао през 2013 г. По-късно и лидерът на партията Акилино Пиментел III също потвърждава, че кандидатурата на Дутерте се разглежда сред кандидатите на партията за президентските избори през 2016 г., отбелязвайки, че позицията на партията по необходимостта за федерализация на Филипините съвпада с програмното заявление по този въпрос на Дутерте.
В реч от предизборната кампания от април 2016 г. Дутерте казва, че управлението му ще е кърваво, но и че ще издава по хиляда помилвания на ден за полицаи и служители, обвинени в нарушения на правата на човека, а също и че ще помилва себе си за масови убийства в края на шестгодишния си мандат.
На 30 май 2016 г. Дутерте е избран за президент на Филипините, след като печели с 16 601 997 гласа, което е с 6,6 милиона повече от съперника му Мар Роксас на второто място. Лени Робредо е избрана за вицепрезидент, макар и с доста по-малка разлика в гласовете.

## Президентство
Президентството на Родриго Дутерте започва по обяд на 30 юни 2016 г., когато официално става 16-ият президент на Филипините, наследявайки Бениньо Акино III. На 71-годишна възраст Дутерте става най-възрастният президент в историята на страната.
Проучване, проведено в периода 2 – 8 юли, сочи, че Дутерте има рейтинг на доверие от 91%, което е най-високата стойност от шестте президента след диктатурата на Фердинанд Маркос. След една година служба рейтингът му вече е 81%. Малко след идването си на власт, Дутерте свиква събрание на Кабинета, за да се обсъдят належащите проблеми, включително намаляване на риска от бедствия, облекчаване на трафика на летище Манила и дискутиране на идеи относно териториалния спор в Южнокитайско море, преди произнасянето на решението от арбитражното дело на Филипините срещу Китай относно проблема, което Филипините печелят.
На 1 август 2016 г. Дутерте пуска 24-часова служба за оплаквания, достъпна за обществото чрез пряка телефонна връзка, като също променя и номера за спешни повиквания от 117 на 911.
На 7 август Дутерте одобрява погребването на бившия диктатор Фердинанд Маркос на Геройското гробище в град Тагиг, казвайки, че Маркос се квалифицира за погребване там, тъй като е бивш президент и войник. Решението е яростно оспорвано, поради бруталното, репресивно и корумпирано естество на режима на Маркос.
След атентатът от 2 септември в Давао, в който загиват 14 души, на следващия ден Дутерте обявява „положение на беззаконие“, а на последвалия ден официално обявява „национално бедствено положение“, заради насилието в Минданао. На въоръжените сили и на полицията е наредено да потискат всякакви видове насилие в Минданао и да предотвратяват разпространението и ескалирането на напрежението.
Към декември 2016 г. Дутерте е нареден на 70-о място в списание Forbes в списъка за най-влиятелни хора на света. На 7 декември Дутерте подписва заповед, чрез която създава консултативен комитет, който да преразгледа конституцията на страната от 1987 г. На 16 май 2017 г. Дутерте подписва забрана за тютюнопушене на публични места. По време на президентската си кампания Дутерте призовава за възстановяването на смъртното наказание в страната за екзекуция на престъпници, замесени в „отвратителни“ престъпления, като търговия с наркотици, подкрепяйки обесването. Седем седмици след идването си на власт новата власт е избила над 1900 души във войната си с наркотиците (36 на ден).
Докато се приспособява към новата работа, Дутерте разделя работната си седмица между работа от двореца Малаканянг в Манила и работа в Давао, прекарвайки по три дни във всеки град.
Преди администрацията на Дутерте, правителството на Филипините омаловажава заплахата на ИДИЛ във Филипините През ноември 2016 г. президентът потвърждава връзката на групировката Мауте с Ислямска държава. Дутерте изисква от ислямистките войници да спрат насилието и да не го предизвикват. В отговор от Мауте заплашват, че ще обезглавят Дутерте.
По-късно започват сблъсъци в град Марави, след като филипинското правителство се опитва да залови Иснилон Хапилон, лидерът на групировката Абу Сайяф в страната. Силите на Хапилон откриват огън по комбинираната армия от войници и полицаи на правителството, което отприщва ожесточената битка за Марави, която е най-дългата градска битка в съвременната история на Филипините.
През октомври 2021 г. Родриго Дутерте обяви, че няма да се кандидатира за вицепрезидент през 2022 г. и ще се оттегли от политическия живот.